# Blade of the Immortal
Blade of the Immortal (jap. 無限の住人, mugen no jūnin, deutsch etwa Bewohner der Unendlichkeit) ist eine Manga-Serie des japanischen Zeichners Hiroaki Samura. Die Reihe wurde 2008 als 13-teilige Animeserie von Bee Train umgesetzt. 2017 folgte eine japanische Realverfilmung und 2019 eine weitere, 24-teilige Animeserienumsetzung durch Liden Films für Prime Video.
Das Werk, ein Seinen-Manga, enthält historische Elemente, Action, Mythologie und humorvolle Elemente und spielt im feudalen Japan.

## Handlung
Der ehemalige Samurai Manji ist im historischen Edo (früherer Name von Tokio) untergetaucht. Aus moralischen Gründen hat er seinen Herrn, Fürst Shigenobu, sowie hundert seiner Gefolgsmänner auf dem Gewissen. Dieser hatte Manji bei Tötungsaufträgen nicht nur Verbrecher töten lassen, sondern auch Bürger, die es gewagt hatten, gegen den Fürsten aufzubegehren.
Nun ist Manji ein Rōnin, ein herrenloser Samurai, und trifft in der Stadt auf einen seiner Verfolger. Zu spät bemerkt er, dass es sich dabei um seinen Schwager handelt. Er tötet diesen vor den Augen seiner kleinen Schwester Machi, die unglücklicherweise hinzugekommen ist. Machi verliert daraufhin ihren Verstand und später ihr Leben. Manji ist des Lebens müde. Zu gern würde er einfach sterben, doch in ihm hausen Würmer, so genannte Kessenchu, die ihn am Leben erhalten und seine Wunden immer wieder schließen.
Verzweifelt wendet er sich an die Nonne Yaobikuni, die ihm diese Würmer beschert hat, und bittet sie, diese wieder von ihm zu nehmen. Da aber alles seinen Preis hat, muss er sich auf einen Handel mit ihr einlassen: Wenn er es schafft, tausend Verbrecher zu töten, erlöst sie ihn von seinem Fluch.
Zeitgleich entsteht eine neue Kampfkunstschule, die Itto-Ryu, unter der Führung des begnadeten Schwertkämpfers Kagehisa Anotsu. Dieser möchte die japanische Schwertkunst erneuern, da die meisten Schulen schon lange zu wenig tauglichen, kommerziellen Einrichtungen verkommen sind. Also zwingt er andere Schulen, sich ihm anzuschließen – alle, die sich weigern, müssen sterben. So ergeht es auch den Eltern der jungen Rin, die Rache schwört. Doch alleine kann sie es nicht schaffen. Durch Yaobikunis Rat treffen Manji und Rin aufeinander und versuchen gemeinsam, ihr jeweiliges Ziel zu erreichen.

## Stil und Besonderheiten
Hauptthemen der Serie sind Loyalität, Rache und Ehre. Die Geschichte ist in Zyklen gegliedert, die je etwa 1000 Seiten umfassen. Zu Beginn des dritten Zyklus in Band 10 trennen sich die Wege von Manji und Rin, die von da an parallel weiter erzählt werden, bis sie sich zu Beginn des nächsten Zyklus wieder treffen. In den Zeichnungen mischt Samura Tusche, Bleistift und Pastellfarben und verzichtet auf den Einsatz von Rasterfolie. In den Kampfszenen wird die Zerstückelung der Gegner in Bildern direkt aus dem Moment des Schlages gezeigt, ähnlich komponiert wie traditionelle japanische Malerei.
Hiroaki Samura benutzt im Manga das Sauwastika, also ein seitenverkehrtes Swastika. Dabei handelt es sich um ein gebräuchliches buddhistisches Symbol. Um mögliche Missverständnisse zu vermeiden, wurde das Zeichen in der deutschen Manga-Ausgabe zu einem einfachen Kreuz retuschiert.

## Veröffentlichungen
Blade of the Immortal erschien in Japan von Dezember 1993 bis Dezember 2012 in 219 Einzelkapiteln im Manga-Magazin Afternoon des Kodansha-Verlags. Diese Einzelkapitel werden in insgesamt 30 Taschenbüchern zusammengefasst und wurde mit der Veröffentlichung des letzten Bandes im Februar 2013 abgeschlossen. Im Mai 2019 startete im Afternoon eine Fortsetzung, geschrieben von Kenji Takigawa und Hiroaki Samura und gezeichnet von Ryū Suenobu. Sie umfasst bisher auch acht Sammelbände.
Auf Deutsch erschien die Manga-Serie von Juli 2002 bis April 2013 vollständig bei Egmont Manga. Von Oktober 2020 bis Oktober 2024 veröffentlichte Manga Cult die Reihe in einer Perfect Edition in insgesamt 15 Doppelbänden auf Deutsch. Der Manga erschien auf Englisch bei Dark Horse Comics, auf Französisch bei Casterman, auf Chinesisch bei Tong Li Publishing, auf Schwedisch bei Schibsted Förlagen Sverige AB und auf Polnisch bei Egmont Polska. Eine portugiesische Fassung erschien bei Conrad und später bei JBC in Brasilien. Auf Spanisch erschien die Serie bei Glénat sowie später bei Norma Editorial und Planeta DeAgostini Comics in Spanien sowie bei Panini Comics in Mexiko und Kolumbien. Er wurde auch ins Portugiesische, Schwedische und Polnische übersetzt.  Die Übersetzung stammt von Christine Steinle. Seit Oktober 2020 erscheint eine Neuauflage als Perfect Edition in größerem Format und mehr Seiten pro Band bei Cross Cult.

## Verfilmungen
2008 produzierte das Studio Bee Train eine Anime-Fernsehserie zum Manga, bei der Koichi Mashimo Regie führte. Drehbuchautor war Hiroyuki Kawasaki, der den Anime auf den ersten fünf Bänden des Mangas basieren ließ, die den ersten Zyklus bilden. Dabei wurden einige Elemente aus späteren Teilen der Geschichte miteingeflochten. Das Charakterdesign wurde von Yoshimitsu Yamashita entworfen und Yoshimi Umino war künstlerischer Leiter. Für den Ton war Toru Nakano verantwortlich und für die Kameraführung Hitoshi Saito und Shinichi Igarashi. Die Produzenten waren Katsuji Morishita, Noboru Yamada, Takuya Matsushita und Tetsuya Kinoshita. Die Musik der Serie stammt von Kō Ōtani und besteht sowohl aus traditionellen japanischen Klängen und Streicherpassagen als auch Frauengesängen und Synthieklängen in Actionszenen, während das Leitmotiv von einer Hammondorgel gespielt wird. Der Vorspanntitel ist Akai Usagi (赤井ウサギ) von Makura no Sōshi, als Abspannlied verwendete man Wants von Grapevine. Die Serie wurde ab dem 13. Juli 2008 durch den Sender AT-X in Japan in 13 Folgen ausgestrahlt und am 28. Dezember 2008 abgeschlossen. Eine englische Fassung erschien in den USA, Australien und im Vereinigten Königreich auf Kaufmedien sowie bei diversen Streaming-Plattformen.
Produziert von Warner Bros und unter der Regie von Takashi Miike entstand 2017 eine gleichnamige Realverfilmung des Mangas. Die Hauptrollen besetzten dabei Takuya Kimura als Manji, Hana Sugisaki als Rin sowie Sota Fukushi als Anotsu. Regie führte Takashi Miike und das Drehbuch schrieb Tetsuya Ōishi. Die Musik stammt von Kōji Endō und die Produzenten waren Jeremy Thomas und Misako Saka. Der Film kam auch auf Spanisch und Portugiesisch heraus.
2019 entstand eine neue Anime-Umsetzung in Japan unter dem Titel Mugen no Jūnin: Immortal (無限の住人-IMMORTAL-), im Westen schlicht erneut als Blade of the Immortal. Für Prime Video von Liden Films erschaffen, unter der Regie von Hiroshi Hamasaki nach einem Drehbuch von Makoto Fukami entstanden 24 Folgen als Umsetzung der gesamten Saga. Visuell und erzählerisch orientiert sich diese „Amazon Original“-Umsetzung mehr an der Mangavorlage, auch, was die drastischen Darstellungen von Gewalt und Sexualität betrifft. Das Charakterdesign stammt von Shingo Ogiso und die Musik von Eiko Ishibashi. Die künstlerische Leitung lag bei Tadashi Kudo, für den Ton war Yōji Shimizu verantwortlich und für die Kameraführung Yukihiro Masumoto. Die Produzenten waren Hiroyuki Aoi, Kazuhiro Asou, Morio Kitaoka und Yasuo Tsubakimoto. Das Titellied Survive of Vision stammt vom Rockmusiker Kiyoharu. Die Serie feierte am 10. Oktober 2019 Premiere und liegt auch deutsch untertitelt vor. Für das englischsprachige Publikum entstand auch eine Synchronfassung.

### Synchronisation
| Rolle                 | Japanische Stimme (2008) (Seiyū) | Japanische Stimmen (2019) |
| --------------------- | -------------------------------- | ------------------------- |
| Manji                 | Tomokazu Seki                    | Kenjirō Tsuda             |
| Makie Otono-Tachibana | Mamiko Noto                      | Houko Kuwashima           |
| Kagehisa Anotsu       | Hirofumi Nojima                  | Nozomu Sasaki             |
| Rin Asano             | Rina Satou                       | Ayane Sakura              |
| Taito Magatsu         | Kazuya Nakai                     | Tatsuhisa Suzuki          |

## Rezeption
Der Manga erreichte in Japan eine Auflage von fünf Millionen Stück bis Februar 2017, von 7,5 Millionen Stück bis Mai 2019. Hiroaki Samura erhielt 1997 für Blade of the Immortal den ersten Media Arts Award in der Kategorie Manga. 2000 wurde die Serie beim Eisner Award als beste englische Ausgabe ausländischen Materials ausgezeichnet.
In der Diplomarbeit Phänomen Manga. Die Entstehungsgeschichte japanischer Comics und ihre Bedeutung für deutsche Verlage und Bibliotheken wird der Manga als „blutiges Kampfspektakel mit Fantasyelementen“ beschrieben, das an Filme wie Highlander erinnere. Samura setze, so Fiona Jerome, „blutige Schlachten und Gewaltorgien“ „schier atemberaubend ins Bild“. Die Gewalt werde „ballettartig und ästhetisch makellos inszeniert“ und auf historisierende Patina verzichtet, sondern ein zeitgemäßer, dynamischer moderner Stil gepflegt. Jason Thompson lobt den Manga als sowohl gut geschrieben als auch gut gezeichnet, was auch in Japan als Verbindung von Hoch- und Unterhaltungskultur gelobt worden sei. Die Figuren seien realistisch und dynamisch gezeichnet, wenn auch die dünnen Frauenkörper und schrägen Bösewichte die Grenze zwischen historischer Akkuratheit und Anpassung an den Zeitgeist der 1990er Jahre austesten. Es würden sowohl gute Kämpfe als auch eine gute Geschichte geboten, die sich nicht in Genre-Klischees verliere. Man konzentriere sich auf die realistischen Charaktere, die sich auch unerwartet verhalten, und nicht darauf, welcher der Kontrahenten im Kampf stärker ist. So sei die Qualität der Geschichte teils höher als im Genre-Klassiker Lone Wolf & Cub. Die deutsche Zeitschrift MangasZene warnt, der Manga sei keine leichte Kost und zeige explizite Gewaltdarstellungen. Aber Samura habe ein „äußerst stimmiges Werk geschaffen, in dem die Gewalt“ dazu dient, „die Charaktere zu erklären und glaubhaft zu machen“. Man finde „keine Schwarzweiß-Darstellung“, das Storytelling sei spannend und Samura zeige einen „eigenen, atemberaubenden Stil“, der sehr gut zur Thematik passe. In dem Manga kombiniere Samura „historische Elemente mit brutaler Action, Mythologie, aber auch Humor-Einlagen“ und schaffe „ein actionbeladenes, dynamisches und vor allem faszinierendes Portrait des feudalen Japan“, so die AnimaniA. Gerade die Szenen der Gewalt, für viele Leser wohl an der Grenze des Geschmacks, kämen „in einer seltsamen Schönheit daher“. Die „grausamen Balladen“ versinnbildlichten das Innenleben des Protagonisten. Mit seinem beeindruckenden Stil vermittle Samura den Charakter jeder seiner Figuren und verbinde sie zu einem atmosphärisch dichten Ganzen.
Die erste Animeserie sei eine gelungene Umsetzung und die Änderungen in der Geschichte ein willkommene Erhöhung des Erzähltempos, so die AnimaniA. Auch optisch werde die Umsetzung ihrer Vorlage gerecht. So spiegele die Farbwahl gut die bedrückende Stimmung der Geschichte wider. Ungewöhnlich, aber gelungen sei auch die musikalische Untermalung. Das Opening verursache dagegen „zunächst spontanen Fußpilzbefall“, ehe man sich daran gewöhnt habe. Das Ending bilde dagegen einen perfekten Abschluss. Und so warte der Anime „mit dynamisch-blutreich inszenierter Action auf, verliert aber nie den Plot und die scharf konturierten Charaktere aus den Augen“.
Der Realfilm wurde von Kritikern weitgehend gelobt und hält bei Rotten Tomatoes eine positive Wertung von 85 %, basierend auf 82 Kritiken.